# USS Monocacy (1864)

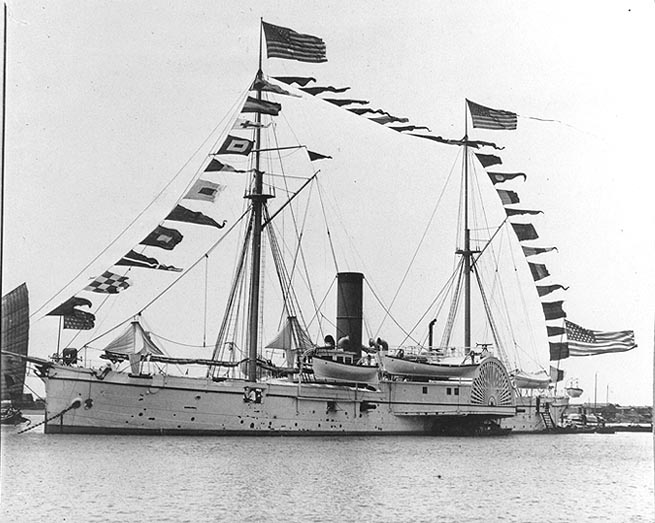
USS Monocacy (1864) Dressed with flags, in the Pei-Ho River, Tientsin, China, in about 1902. Photo printed on a stereograph card, copyrighted in 1902 by C.H. Graves, Philadelphia, Pa. Donation of Louis Smaus, 1985 U.S. Naval Historical Center Photograph

O primeiro USS Monocacy foi uma canhoneira de roda lateral da Marinha dos Estados Unidos. Ela foi nomeada para a Batalha de Monocacy.
Monocacy foi lançado por A. & W. Denmead & Son, Baltimore, Maryland, em 14 de dezembro de 1864; patrocinado pela senhorita Ellen Denmead; concluído no final de 1865; e colocado em serviço em 1866. O futuro governador da Samoa Americana Henry Francis Bryan serviu como seu comandante durante alguns de seus dias de navegação.